# Мирза Делибашић
Мирза Делибашић (Тузла, 9. јануар 1954 — Сарајево, 8. децембар 2001) био је југословенски и босанскохерцеговачки кошаркаш.

## Биографија
Делибашић је спортску каријеру започео 1968. године, када је постао пионирски првак СР Босне и Херцеговине у тенису. Члан кошаркашког клуба Слобода из Тузле постао је 1968. и у овом клубу остао је до 1972. године, кад постаје члан кошаркашког клуба Босна, када је одиграо и прву утакмицу против Југопластике из Сплита. За Босну је одиграо 700 утакмица и постигао око 14.000 кошева. Био је првак Југославије и Европе и освојио Куп Југославије. Након одласка из Босне, Делибашић је отишао у Шпанију где је уз Хуана Корбалана, Вејна Брабендера, Дражена Петровића и Арвидаса Сабониса сматран за једног од најбољих играча који је играо за Реал Мадрид.
У дресу репрезентације Југославије био је првак Балкана, Европе, света и олимпијски победник. Четири пута биран је за најбољег спортисту СР Босне и Херцеговине да би онда добио специјално признање као ас изван серије и постао члан жирија за избор спортисте. Године 1980. изабран је за најбољег кошаркаша у Југославији. Са екипом Босне био је и вицешампион света.
Делибашић је остао у Сарајеву за време опсаде града 1992-1996. У исто време био је тренер босанскохерцеговачке репрезентације која се такмичила на ЕуроБаскету 1993. у Њемачкој с којом је заузео 8. мјесто.
Делибашић је 2000. изабран за најбољег спортисту Босне и Херцеговине у 20. веку.
Дана 2. јуна 2022. године на платоу Скендерије у Сарајеву откривен је споменик Мирзи Делибашићу. Споменик се налази испред спортске дворане која већ носи његово име.